# Lammassaari (ö i Lappland, Rovaniemi, lat 66,60, long 25,59)
Lammassaari är en ö i Finland. Den ligger i vattendraget Ounasjoki och i kommunen Rovaniemi i den ekonomiska regionen  Rovaniemi ekonomiska region  och landskapet Lappland, i den norra delen av landet, 700 km norr om huvudstaden Helsingfors. Öns area är 0,5 hektar och dess största längd är 210 meter i sydöst-nordvästlig riktning.